# Rita da Cascia (film)
Rita da Cascia è un film del 1943 diretto da Antonio Leonviola, qui al suo debutto come regista.

## Trama
Il film narra la biografia della celebre mistica umbra vissuta tra il Trecento ed il Quattrocento, beatificata da Papa Urbano VIII nel 1628 e poi canonizzata da Papa Leone XIII nel 1900 e da allora conosciuta come La santa dei casi impossibili.

## Produzione
Il film fu girato negli stabilimenti Titanus della Farnesina a Roma per gli interni, mentre gli esterni furono realizzati a Cascia; molti abitanti di Cascia furono utilizzati dalla produzione come comparse.
La montatrice Gisa Radicchi Levi non fu accreditata nei titoli del film a causa delle sue origini ebraiche.

## Distribuzione
Il film venne distribuito nelle sale cinematografiche italiane il 31 maggio del 1943.

## Opere correlate
Lo stesso regista realizzò tredici anni dopo una seconda pellicola su Santa Rita da Cascia, intitolata Il suo più grande amore.